# Cryptocyclops symoensi
Cryptocyclops symoensi – gatunek widłonoga z rodziny Cyclopidae. Jako pierwszy opisał go w 1956 roku niemiecki zoolog Friedrich Kiefer.